# Jizerské hory (film)
Jizerské hory je český filmový dokument uvedený roku 2022 mapující přírodu, historii i současnost Jizerských hor. Jeho autorem je Viktor Kuna, který předtím již připravil obdobný film o Krkonoších.
Na snímku o Jizerských horách pracoval Kuna po tři roky. Jeho podobu konzultoval s odborníky a znalci hor, například Reném Bělohradským nebo Miloslavem Nevrlým. Celý snímek je natočený v rozlišení 4K. Jako hudební podkres filmu v něm zazní rovněž několik Kunových houslových interpretací.
Během příprav filmu zhlédl Kuna pracovní podobu snímku v semilském i hejnickém kině. Předpremiéra výsledného díla se uskutečnila 11. února 2022, a to v kině Radnice v Jablonci nad Nisou. Poté rovněž 18. února v semilském kině Jitřenka a 22. února měl snímek premiéru v kině Varšava v Liberci, na kterou 8. března navázalo pražské uvedení v tamním kině Lucerna.